# Орієнтація
Орієнтація, в класичному випадку — вибір одного класу систем координат, пов'язаних між собою «додатньо» в деякому певному сенсі. Кожна система задає орієнтацію, визначаючи клас, до якого вона належить.
В математиці орієнтація є геометричним поняттям, яке в двох вимірах дозволяє сказати: коли цикл обертається за годинниковою стрілкою або проти годинникової стрілки, а в трьох вимірах: коли фігура ліворуч або праворуч.
У лінійній алгебрі поняття орієнтації має сенс у довільній кінцевій розмірності. У цьому випадку орієнтація упорядкованої бази є своєрідною асиметрією, яка робить відбиття неможливим реплікацію за допомогою простого обертання. Таким чином, у трьох вимірах неможливо зробити ліву руку людської фігури правою рукою фігури, застосувавши лише обертання, але це можливо зробити, відобразивши цифру у дзеркалі. Як результат, в тривимірному евклідовому просторі два можливих базових орієнтація називаються правими і лівими.
Орієнтація на реальний векторний простір — це довільний вибір того, які замовлені бази «позитивно» орієнтовані і які «негативно» орієнтовані. У тривимірному евклідовому просторі правосторонні бази, зазвичай, оголошуються позитивно орієнтованими, але вибір є довільним, оскільки для них також можна призначити негативну орієнтацію. Векторне простір з вибраною орієнтацією називається орієнтованим векторним простором, тоді як той, хто не має вибраної орієнтації, називається неорієнтованим.
У елементарній математиці, орієнтація часто описується через поняття «напрямки за і проти годинникової стрілки».
Орієнтація визначається тільки для деяких спеціальних класів просторів (многовидів, векторних розшарувань, комплексів Пуанкаре і т. д.). Сучасний погляд на орієнтацію дається в рамках узагальнених теорій когомологій.

## Скінченновимірний векторний простір
У разі векторного простору скінченної розмірності над полем дійсних чисел дві системи координат вважаються пов'язаними додатньо, якщо додатній визначник матриці переходу від однієї з них до іншої.

### Зауваження
Для загального поля визначення орієнтації являє труднощі. Наприклад в комплексному просторі {\displaystyle \mathbb {C} ^{n}} комплексний репер {\displaystyle e_{1},e_{2},...,e_{n}} визначає дійсний репер {\displaystyle e_{1},e_{2},...,e_{n},ie_{1},ie_{2},...,ie_{n}} в тому ж просторі, що розглядається як {\displaystyle \mathbb {R} ^{2n}}, і всі такі репери пов'язані попарно додатними переходами (інакше кажучи сама комплексна структура задає орієнтацію в {\displaystyle \mathbb {R} ^{2n}}).

## Варіації і узагальнення

### Афінний простір
На прямій, площини і взагалі в матеріальному афінному просторі {\displaystyle A} системи координат складаються з точки (початку {\displaystyle O}) і репера {\displaystyle \{e_{i}\}}, перехід визначається вектором перенесення початку і заміною репера. Цей перехід додатній, якщо додатній визначник матриці заміни (наприклад, при парній перестановці векторів репера).
Дві системи координат визначають одну і ту ж орієнтацію, якщо одну з них можна перевести в іншу неперервно, тобто існує неперервно залежне від параметра {\displaystyle t\in [0,1]} сімейство координатних систем {\displaystyle O(t)}, {\displaystyle \{e_{i}(t)\}}, що зв'язує дані системи {\displaystyle O}, {\displaystyle \{e_{i}\}} і {\displaystyle O'}, {\displaystyle \{e'_{i}\}}.
При відображенні в гіперплощини системи двох класів переходять один в одного.
Орієнтація може бути задана порядком вершин n-мірного симплекса (трикутника в двовимірному випадку, тетраедра в тривимірному), Репер визначається умовою: в першу вершину містять початок, в інші з першої направляються вектори репера. Два порядку задають одну орієнтацію, якщо і тільки якщо вони відрізняються на парну перестановку. Симплекс з фіксованим з точністю до парної перестановки порядком вершин називається орієнтованим. Кожен (n — 1)-грань орієнтованого симплекса отримує індуковану орієнтацію: якщо перша вершина не належить межі, то порядок інших приймається для неї за позитивний.

### Многовиди
У зв'язному многовиді M системою координат служить атлас — набір карт, що покривають M. Атлас називається таким, що орієнтує, якщо координатні перетворення всі додатні. Це означає, що їх ступені рівні + 1, а в разі диференцируемого многовиду позитивні якобіани перетворення в усіх точках. Якщо такий атлас існує, то многовиди M орієнтуються. У цьому випадку всі атласи, що орієнтують розпадаються на два класи, так що перехід від карт одного атласу до карт іншого позитивний, якщо і тільки якщо атласи належать одному класу. Вибір такого класу називається орієнтацією многовиду. Цей вибір може бути зроблений зазначенням однієї карти або локальної орієнтації в точці. У разі диференцируемого різноманіття локальну орієнтацію можна задати зазначенням репера в дотичній площині в точці. Якщо M має край і орієнтований, то край також орієнтовний, наприклад за правилом: у точці краю береться репер, орієнтує M, перший вектор якого направлений з M, а інші вектори лежать в дотичній площині краю, ці останні і приймаються за орієнтує репер краю.

### Дезориентирующий контур
Дезориентирующий контур — замкнута крива в різноманітті, має таку властивість, що при її обході локальна орієнтація змінює знак.
Дезориентирующий контур є тільки в неорієнтованої різноманітті M, причому однозначно визначено гомоморфізм фундаментальної групи π1 (M) на \ mathbb Z_2 з ядром, що складається з класів петель, що не є дезорієнтує.
Уздовж будь-якого шляху q: [0, 1] \ to M можна вибрати ланцюжок карт так, що дві сусідні карти пов'язані позитивно. Тим самим орієнтація в точці q (0) визначає орієнтацію в точці q (1), і цей зв'язок залежить від шляху q лише з точністю до його безперервної деформації при фіксованих кінцях. Якщо q — петля, тобто q (0) = q (1) = x0, то q називається дезорієнтує контуром, якщо ці орієнтації протилежні. Виникає гомоморфізм фундаментальної групи π1 (M, x0) до групи порядку 2: дезорієнтують петлі переходять в — 1, а інші в + 1. З цього гомоморфізму будується накриття, що є дволистий у разі неорієнтованої різноманіття. Воно називається ориентирующим (так як накриває простір буде орієнтується). Цей же гомоморфізм визначає над M одномірне розшарування, тривіальне, якщо і тільки якщо M ориентируемое. Для дифференцируемого M воно може бути визначене як розшарування Ωn (M) диференціальних форм порядку n = \operatorname {dim} M. Ненульове перетин у ньому існує лише в орієнтованої випадку і задає форму обсягу на M і одночасно орієнтацію.

### Мовою гомології
Орієнтація може бути визначена на гомологическом мовою: для зв'язкового ориентируемого різноманіття без краю група гомології H^n (M, \Z) (із замкнутими носіями) ізоморфна \ Z, і вибір однієї з двох утворюють задає орієнтацію — відбираються карти з позитивними ступенями відображень. Для зв'язного різноманіття з краєм це справедливо і для H ^ n (M, \ partial M, \ Z). У першому випадку ориентируемого є гомотопічні інваріант M, а в другому — пари (M, \ partial M). Так, лист Мебіуса і кільце мають один і той же абсолютний гомотопічні тип, але різний — щодо краю.
Локальна орієнтація різноманіття може бути також задана вибором утворює в групі H ^ n (M, M \backslash x_0, \Z), ізоморфної \Z Гомологічні інтерпретація орієнтації дозволяє перенести це поняття на узагальнені гомологічні різноманіття.

### Псевдомногообразія
Триангульовані многовиди M (або псевдомноговид) орієнтовні, якщо можна орієнтувати всі n-мірні симплекси так, що два симплекса із загальною (n — 1)-мірною гранню індукують на неї протилежні орієнтації. Замкнутий ланцюжок n-мірних симплексу, кожні два сусіди в якій мають загальну (n — 1)-грань, називається дезорієнтуючі, якщо ці симплекси можуть бути орієнтовані так, що перший і останній симплекси індукують на загальній межі збігаються орієнтації, а інші сусіди — протилежні.

### Розшарування
Нехай над простором B задано розшарування p: E \to B зі стандартним шаром F. Якщо орієнтацію всіх шарів можна вибрати так, що будь-яке (власне) відображення, певне шляхом в B однозначно з точністю до власної гомотопії, зберігає орієнтацію, то розшарування називається орієнтованим, а зазначений вибір орієнтації шарів — орієнтацією розшарування. Наприклад, лист Мебіуса, що розглядається як векторне розшарування над колом, не має орієнтацією, в той час як бокова поверхня циліндра — має.

### Нескінченновимірні простори
Поняття орієнтації допускає природне узагальнення і для випадку нескінченновимірного многовиду, модельованого за допомогою нескінченновимірного банахового або топологічного векторного простору. При цьому необхідні обмеження на лінійні оператори, які є диференціалами функцій переходу від карти до карти: вони повинні не просто належати загальної лінійної групі всіх ізоморфізмів моделюючого простору, яка гомотопічні тривіальна (у рівномірній топології) для більшості класичних векторних просторів, а міститися в деякій лінійно незв'язною підгрупі загальної лінійної групи. Тоді компонента зв'язності даної підгрупи і буде ставити «знак» орієнтації. Як така підгрупа зазвичай вибирається фредгольмова група, що складається з тих ізоморфізмів моделюючого простору, для яких різниця з тотожним ізоморфізмом є цілком неперервний оператор.